# Danaea wendlandii
Danaea wendlandii là một loài dương xỉ trong họ Marattiaceae. Loài này được Rchb. f. mô tả khoa học đầu tiên năm 1872.